# Cadegliano-Viconago
Cadegliano-Viconago est une commune italienne de la province de Varèse dans la région Lombardie en Italie.

## Toponyme
Cadegliano provient du nom latin de personne Catellius avec le suffixe -anus. 
Viconago a une origine incertaine, peut-être de vecon ou Veccona ou le médiéval vicanus (hameau) avec le suffixe -acus.

## Administration
| Période                                  | Période  | Identité      | Étiquette | Qualité |
| ---------------------------------------- | -------- | ------------- | --------- | ------- |
| 30/05/2006                               | En cours | Arnaldo Tordi |           |         |
| Les données manquantes sont à compléter. |          |               |           |         |

### Hameaux
Arbizzo, Cadegliano, Viconago, Argentera, Gaggio, Pradaccio, Casa Bozzolo, Casa Pellini, Casa Lana, Gaggiolo, Doneda, Sermini, Campaccio, Alpe Prada, Camer, Ronchi, Alpe Foiora, Bocca di Noogh, Pascolo delle Spazzate, Avigno